# Lifeblood
Lifeblood é o sétimo álbum de estúdio da banda galesa de rock Manic Street Preachers. Foi lançado em novembro de 2004 pela gravadora Sony Music. Ao contrário do antecessor Know Your Enemy, a obra recebeu críticas mais positivas e o projeto alcançou a 13ª posição na parada de álbuns britânica.
Para a divulgação do projeto, foram lançados os singles "The Love of Richard Nixon" e "Empty Souls". Pela primeira e única vez na carreira, o trio trabalhou com o produtor Tony Visconti e as faixas assumem um caráter mais pop se comparadas ao lançamento anterior.
O vocalista James Dean Bradfield, em entrevista cedida à Vice em 2015, avaliou o disco como o pior álbum da banda, em sua opinião, afirmando que soava "virtual, desconectado e inorgânico". "Não tocamos juntos naquele disco - não havia muitas músicas tocadas ao vivo. Eu colocava um vocal e uma faixa de guitarra, e Nick e Sean entravam e colocavam suas faixas separadamente. Falta-lhe o nosso verdadeiro instinto. Falta-lhe a essência do que somos", disse.

## Faixas
Todas as letras escritas por Nicky Wire, todas as músicas compostas por James Dean Bradfield e Sean Moore, com letras adicionais de Patrick Jones em "Fragments".
| N.º | Título                      | Duração |  |
| 1.  | "1985"                      | 4:08    |  |
| 2.  | "The Love of Richard Nixon" | 3:38    |  |
| 3.  | "Empty Souls"               | 4:05    |  |
| 4.  | "A Song for Departure"      | 4:20    |  |
| 5.  | "I Live to Fall Asleep"     | 3:57    |  |
| 6.  | "To Repel Ghosts"           | 3:58    |  |
| 7.  | "Emily"                     | 3:34    |  |
| 8.  | "Glasnost"                  | 3:14    |  |
| 9.  | "Always/Never"              | 3:42    |  |
| 10. | "Solitude Sometimes Is"     | 3:21    |  |
| 11. | "Fragments"                 | 4:02    |  |
| 12. | "Cardiff Afterlife"         | 3:27    |  |

| Faixas bônus da edição japonesa |                 |         |  |
| N.º                             | Título          | Duração |  |
| 13.                             | "The Soulmates" | 3:44    |  |
| 14.                             | "Antarctic"     | 3:04    |  |